# GPR50
GPR50, G protein-spregnuti receptor 50, je protein koji je kod čoveka kodiran GPR50 genom.

## Funkcija
je član GPCR familije integralnih membranskih proteina. On je sličan melatoninskom receptoru. GPR50 ima sposobnost formiranja heterodimera sa MT1 i MT2 melatoninskim receptorima. Dok GPR50 nema uticaja na MT2 funkciju, on sprečava MT1 da veže melatonin i formira kompleks sa G proteinima.

## Klinički značaj
Određeni polimorfizmi GPR50 gena kod žena su povezani sa povišenim rizikom razvoja bipolarnog poremećaja, kliničkom depresijom, i šizofrenijom. Drugi GPR50 genski polimorfizmi uslovljavaju povišenje nivoa cirkulišućih triglicerida i sniženje nivoa cirkulišućih lipoproteina visoke gustine.

## Literatura
- Reppert SM; Weaver DR; Ebisawa T;  . (1996). „Cloning of a melatonin-related receptor from human pituitary.”. FEBS Lett. 386 (2-3): 219—24. PMID 8647286. doi:10.1016/0014-5793(96)00437-1.
- Gubitz AK, Reppert SM (1999). „Assignment of the melatonin-related receptor to human chromosome X (GPR50) and mouse chromosome X (Gpr50).”. Genomics. 55 (2): 248—51. PMID 9933574. doi:10.1006/geno.1998.5661.
- Strausberg RL; Feingold EA; Grouse LH;  . (2003). „Generation and initial analysis of more than 15,000 full-length human and mouse cDNA sequences.”. Proc. Natl. Acad. Sci. U.S.A. 99 (26): 16899—903. PMC 139241 . PMID 12477932. doi:10.1073/pnas.242603899.
- Slominski A; Pisarchik A; Zbytek B;  . (2003). „Functional activity of serotoninergic and melatoninergic systems expressed in the skin.”. J. Cell. Physiol. 196 (1): 144—53. PMID 12767050. doi:10.1002/jcp.10287.
- Suzuki Y; Yamashita R; Shirota M;  . (2004). „Sequence comparison of human and mouse genes reveals a homologous block structure in the promoter regions.”. Genome Res. 14 (9): 1711—8. PMC 515316 . PMID 15342556. doi:10.1101/gr.2435604.
- Thomson PA; Wray NR; Thomson AM;  . (2005). „Sex-specific association between bipolar affective disorder in women and GPR50, an X-linked orphan G protein-coupled receptor.”. Mol. Psychiatry. 10 (5): 470—8. PMID 15452587. doi:10.1038/sj.mp.4001593.
- Bhattacharyya S; Luan J; Challis B;  . (2006). „Sequence variants in the melatonin-related receptor gene (GPR50) associate with circulating triglyceride and HDL levels.”. J. Lipid Res. 47 (4): 761—6. PMID 16436372. doi:10.1194/jlr.M500338-JLR200.
- Levoye A; Dam J; Ayoub MA;  . (2006). „The orphan GPR50 receptor specifically inhibits MT1 melatonin receptor function through heterodimerization.”. EMBO J. 25 (13): 3012—23. PMC 1500982 . PMID 16778767. doi:10.1038/sj.emboj.7601193.